# Det andra offret
Det andra offret (danska: Det andet offer) är en dansk dramafilm som hade premiär i Danmark den 10 april 2025. Filmen är regisserad av Zinnini Elkington som även skrivit filmens manus. Filmen hade svensk premiär den 23 maj 2025.

## Handling
Filmen handlar om den skickliga läkaren Alexandra, som under ett hektiskt arbetspass på neurologiska avdelningen tar på sig ett extra ansvar. Mitt i stressen gör Alexandra en felbedömning som får ödesdigra konsekvenser för en ung patient. När skulden sprider sig bland alla inblandade tvingas Alexandra ta konsekvenserna av sina beslut.

## Rollista (i urval)
- Özlem Saglanmak - Alexandra
- Trine Dyrholm - Camilla
- Olaf Johannessen - Esben
- Mathilde Arcel Fock - Emilie
- Anders Matthesen - Karl
- Iman Meskini - Aida
- Anne Sofie Wanstrup -	Trine
- Tarek Zayat - Jonas